# Tres Valles Varesinos
Los Tres Valles Varesinos (italiano: Tre Valli Varesine) es una competición ciclista profesional italiana de un día que se disputa en Varese (en la provincia homónima, Lombardía) y sus alrededores.
Forma parte del Trittico Lombardo, junto con la Coppa Agostoni y la Coppa Bernocchi, todas ellas disputadas en Lombardía en tres jornadas consecutivas, durante el mes de agosto.
Se disputa desde 1919. Es siempre una etapa en línea, excepto la edición de 1955 que fue una contrarreloj de 100 km. Desde la creación de los Circuitos Continentales UCI formó parte del UCI Europe Tour, dentro de la categoría 1.HC (máxima categoría de estos circuitos).
Los corredores con más victorias son los italianos Gianni Motta y Giuseppe Saronni, con cuatro victorias cada uno.

## Palmarés
| Año                                                           | Ganador               | Segundo                    | Tercero                  |           |
| ------------------------------------------------------------- | --------------------- | -------------------------- | ------------------------ | --------- |
| 1919                                                          | Pietro Bestetti       | Giovanni Scaioni           | Angelo Bianchi           |           |
| 1920                                                          | Raimondo Rosa         | Carlo Spina                | Camillo Bertarelli       |           |
| 1921                                                          | Luigi Gilardi         | Vincenzo Botta             |                          |           |
| 1922                                                          | Domenico Piemontesi   | G. Vigano                  | L. Malinverni            |           |
| 1923                                                          | Filippo Brusatori     | Mario Bianchi              | V. Florini               |           |
| 1924                                                          | Libero Ferrario       | V. Florini                 | Luigi Magnotti           |           |
| 1925                                                          | Giovanni Tizzoni      | Luigi Magnotti             | Aniceto Cattaneo         |           |
| 1926                                                          | Mario Bonvicini       | Roberto Lorenzetti         | Aleardo Simoni           |           |
| 1927                                                          | Renato Zanona         | Paolo Zanetti              | Aleardo Simoni           |           |
| 1928                                                          | Battista Visconti     | Attilio Marangoni          | Aleardo Simoni           |           |
| 1929                                                          | Ambrogio Morelli      | Alessandro Catalani        | Allegro Grandi           |           |
| 1930                                                          | Albino Binda          | Luigi Ferrando             | Riccardo Proserpio       |           |
| 1931                                                          | Luigi Giacobbe        | Francesco Camusso          | Michele Mara             |           |
| 1932                                                          | Domenico Piemontesi   | Alfredo Bovet              | Luigi Giacobbe           |           |
| 1933                                                          | Alfredo Bovet         | Remo Bertoni               | Luigi Macchi             |           |
| 1934                                                          | Severino Canavesi     | Attilio Masarati           | Luigi Barral             |           |
| 1935                                                          | Pietro Chiappini      | Ercole Rigamonti           | Edmondo Toccaceli        |           |
| 1936                                                          | Cesare del Cancia     | Michele Benente            | Enrico Mollo             |           |
| 1937                                                          | Olimpio Bizzi         | Diego Marabelli            | Glauco Servadei          |           |
| 1938                                                          | Gino Bartali          | Severino Canavesi          | Secondo Magni            |           |
| 1939                                                          | Olimpio Bizzi         | Gino Bartali               | Adolfo Leoni             |           |
| 1940                                                          | Cino Cinelli          | Mario Ricci                | Fausto Coppi             |           |
| 1941                                                          | Fausto Coppi          | Olimpio Bizzi              | Gino Bartali             |           |
| 1942                                                          | Luciano Succi         | Vasco Bergamaschi          | Mario De Benedetti       |           |
| 1943-1944 ediciones suspendidas por la Segunda Guerra Mundial |                       |                            |                          |           |
| 1945                                                          | Adolfo Leoni          | Mario Ricci                | Gino Bartali             |           |
| 1946                                                          | Enrico Mollo          | Mario Ricci                | Renzo Zanazzi            |           |
| 1947                                                          | Fiorenzo Magni        | Mario Ricci                | Louis Thiétard           |           |
| 1948                                                          | Fausto Coppi          | Gino Bartali               | Antonio Bevilacqua       |           |
| 1949                                                          | Nedo Logli            | Vittorio Seghezzi          | Renzo Zanazzi            |           |
| 1950                                                          | Antonio Bevilacqua    | Alfredo Martini            | Mario Ricci              |           |
| 1951                                                          | Guido de Santi        | Alfredo Pasotti            | Pasquale Fornara         |           |
| 1952                                                          | Giuseppe Minardi      | Alfredo Martini            | Arrigo Padovan           |           |
| 1953                                                          | Nino Defilippis       | Marcello Pellegrini        | Bruno Monti              |           |
| 1954                                                          | Giorgio Albani        | Rino Benedetti             | Giuseppe Minardi         |           |
| 1955                                                          | Fausto Coppi          | Aldo Moser                 | Giuseppe Minardi         |           |
| 1956                                                          | Gastone Nencini       | Giorgio Albani             | Giuseppe Minardi         |           |
| 1957                                                          | Germain Derycke       | Ercole Baldini             | Angelo Conterno          |           |
| 1958                                                          | Carlo Nicolo          | Aldo Moser                 | Giorgio Tinazzi          |           |
| 1959                                                          | Dino Bruni            | Giovanni Verucchi          | Armando Pellegrini       |           |
| 1960                                                          | Nino Defilippis       | Rino Benedetti             | Angelo Conterno          |           |
| 1961                                                          | Willy Vannitsen       | Carlo Azzini               | Diego Ronchini           |           |
| 1962                                                          | Giuseppe Fezzardi     | Jos Hoevenaers             | Franco Balmamion         |           |
| 1963                                                          | Italo Zilioli         | Franco Cribiori            | Guido De Rosso           |           |
| 1964                                                          | Marino Vigna          | Antonio Bailetti           | Flaviano Vicentini       |           |
| 1965                                                          | Gianni Motta          | Michele Dancelli           | Felice Gimondi           |           |
| 1966                                                          | Gianni Motta          | Italo Zilioli              | Vito Taccone             |           |
| 1967                                                          | Gianni Motta          | Giorgio Zancanaro          | Tomaso De Pra            |           |
| 1968                                                          | Eddy Merckx           | Michele Dancelli           | Gianni Motta             |           |
| 1969                                                          | Marino Basso          | Dino Zandegù               | Luciano Armani           |           |
| 1970                                                          | Gianni Motta          | Eddy Merckx                | Felice Gimondi           |           |
| 1971                                                          | Giancarlo Polidori    | Tino Conti                 | Italo Zilioli            |           |
| 1972                                                          | Giacinto Santambrogio | Marino Basso               | Michele Dancelli         |           |
| 1973                                                          | Enrico Paolini        | Marcello Bergamo           | Italo Zilioli            |           |
| 1974                                                          | Tino Conti            | Giacinto Santambrogio      | Enrico Paolini           |           |
| 1975                                                          | Fabrizio Fabbri       | Mauro Simonetti            | Serge Parsani            |           |
| 1976                                                          | Francesco Moser       | Roger de Vlaeminck         | Gianbattista Baronchelli |           |
| 1977                                                          | Giuseppe Saronni      | Phil Edwards               | Valerio Lualdi           |           |
| 1978                                                          | Francesco Moser       | Giovanni Battaglin         | Gianbattista Baronchelli |           |
| 1979                                                          | Giuseppe Saronni      | Pierino Gavazzi            | Roger de Vlaeminck       |           |
| 1980                                                          | Giuseppe Saronni      | Pierino Gavazzi            | Silvano Contini          |           |
| 1981                                                          | Gregor Braun          | Alessandro Paganessi       | Pierino Gavazzi          |           |
| 1982                                                          | Pierino Gavazzi       | Claudio Torelli            | Gianbattista Baronchelli |           |
| 1983                                                          | Alessandro Paganessi  | Silvano Contini            | Serge Demierre           |           |
| 1984                                                          | Pierino Gavazzi       | Gianbattista Baronchelli   | Marino Amadori           |           |
| 1985                                                          | Giovanni Mantovani    | Giuseppe Saronni           | Pierino Gavazzi          |           |
| 1986                                                          | Guido Bontempi        | Pierino Gavazzi            | Roberto Pagnin           |           |
| 1987                                                          | Franco Ballerini      | Kjell Nilsson              | Marco Bergamo            |           |
| 1988                                                          | Giuseppe Saronni      | Guido Bontempi             | Pierino Gavazzi          |           |
| 1989                                                          | Gianni Bugno          | Charly Mottet              | Dirk De Wolf             |           |
| 1990                                                          | Pascal Richard        | Claudio Chiappucci         | Thomas Wegmüller         |           |
| 1991                                                          | Guido Bontempi        | Pascal Richard             | Gérard Rué               |           |
| 1992                                                          | Massimo Ghirotto      | Thomas Wegmüller           | Herbert Niederberger     |           |
| 1993                                                          | Massimo Ghirotto      | Francesco Casagrande       | Bruno Cenghialta         |           |
| 1994                                                          | Claudio Chiappucci    | Vladislav Bóbrik           | Stefano Zanini           |           |
| 1995                                                          | Roberto Caruso        | Angelo Lecchi              | Stefano Colagè           |           |
| 1996                                                          | Fabrizio Guidi        | Andrea Tafi                | Massimo Donati           |           |
| 1997                                                          | Roberto Caruso        | Dario Andriotto            | Marco Serpellini         |           |
| 1998                                                          | Davide Rebellin       | Giuseppe Di Grande         | Maximilian Sciandri      |           |
| 1999                                                          | Sergio Barbero        | Davide Rebellin            | Francesco Casagrande     |           |
| 2000                                                          | Massimo Donati        | Davide Rebellin            | Daniele De Paoli         |           |
| 2001                                                          | Mirko Celestino       | Paolo Valoti               | Gianluca Bortolami       |           |
| 2002                                                          | Eddy Ratti            | Danilo Di Luca             | Laurent Dufaux           |           |
| 2003                                                          | Danilo Di Luca        | Andrea Ferrigato           | Markus Zberg             |           |
| 2004                                                          | Fabian Wegmann        | Danilo Di Luca             | Vladimir Duma            |           |
| 2005                                                          | Stefano Garzelli      | Lorenzo Bernucci           | Damiano Cunego           |           |
| 2006                                                          | Stefano Garzelli      | Rinaldo Nocentini          | Raffaele Ferrara         |           |
| 2007                                                          | Christian Murro       | Alessandro Bertolini       | Kanstantsín Siutsou      |           |
| 2008                                                          | Francesco Ginanni     | Leonardo Bertagnolli       | Damiano Cunego           |           |
| 2009                                                          | Mauro Santambrogio    | Francesco Masciarelli      | Aleksandr Bocharov       |           |
| 2010                                                          | Daniel Martin         | Domenico Pozzovivo         | Jérôme Baugnies          |           |
| 2011                                                          | Davide Rebellin       | Domenico Pozzovivo         | Thibaut Pinot            |           |
| 2012                                                          | David Veilleux        | Andrea Palini              | Danilo Di Luca           |           |
| 2013                                                          | Kristijan Đurasek     | Francesco Manuel Bongiorno | Aleksandr Kolobnev       |           |
| 2014                                                          | Michael Albasini      | Sonny Colbrelli            | Filippo Pozzato          |           |
| 2015                                                          | Vincenzo Nibali       | Serguéi Firsánov           | Giacomo Nizzolo          |           |
| 2016                                                          | Sonny Colbrelli       | Diego Ulissi               | Francesco Gavazzi        |           |
| 2017                                                          | Alexandre Geniez      | Thibaut Pinot              | Vincenzo Nibali          |           |
| 2018                                                          | Toms Skujiņš          | Thibaut Pinot              | Peter Kennaugh           |           |
| 2019                                                          | Primož Roglič         | Giovanni Visconti          | Toms Skujiņš             |           |
| 2020 edición cancelada por la Pandemia de COVID-19            |                       |                            |                          |           |
| 2021                                                          | Alessandro De Marchi  | Davide Formolo             | Tadej Pogačar            |           |
| 2022                                                          | Tadej Pogačar         | Sergio Higuita             | Alejandro Valverde       |           |
| 2023                                                          | Ilan Van Wilder       | Richard Carapaz            | Aleksandr Vlásov         |           |
| 2024                                                          | cancelada             | cancelada                  | cancelada                | cancelada |

Notas:
- En la edición 1921, Adriano Zanaga llegó primero pero fue descalificado
- La edición 1935 fue reservada para aficionados
- La edición 1955 fue una carrera contrarreloj sobre 100 km
- En  la edición 2008, el italiano Leonardo Bertagnolli obtuvo el segundo lugar, pero en 2013 fue descalificado por la UCI desde el 1 de enero de 2003 hasta el 18 de mayo de 2011 por anomalías en su pasaporte biológico y todos sus resultados se cancelaron durante este período. No se realizó la redistribución de posiciones.[1]

## Palmarés por países
| País      | Victorias | Último vencedor              |
| --------- | --------- | ---------------------------- |
| Italia    | 86        | Alessandro De Marchi en 2021 |
| Bélgica   | 4         | Ilan Van Wilder en 2023      |
| Alemania  | 2         | Fabian Wegmann en 2004       |
| Suiza     | 2         | Michael Albasini en 2014     |
| Eslovenia | 2         | Tadej Pogačar en 2022        |
| Irlanda   | 1         | Daniel Martin en 2010        |
| Canadá    | 1         | David Veilleux en 2012       |
| Croacia   | 1         | Kristijan Đurasek en 2013    |
| Francia   | 1         | Alexandre Geniez en 2017     |
| Letonia   | 1         | Toms Skujiņš en 2018         |

## Estadísticas

### Más victorias
| Ciclista            | Victorias | Años                    |
| ------------------- | --------- | ----------------------- |
| Gianni Motta        | 4         | 1965, 1966, 1967 y 1970 |
| Giuseppe Saronni    | 4         | 1977, 1979, 1980 y 1988 |
| Fausto Coppi        | 3         | 1941, 1948 y 1955       |
| Domenico Piemontesi | 2         | 1922 y 1932             |
| Olimpio Bizzi       | 2         | 1937 y 1939             |
| Nino Defilippis     | 2         | 1953 y 1960             |
| Francesco Moser     | 2         | 1976 y 1978             |
| Pierino Gavazzi     | 2         | 1982 y 1984             |
| Guido Bontempi      | 2         | 1986 y 1991             |
| Massimo Ghirotto    | 2         | 1992 y 1993             |
| Roberto Caruso      | 2         | 1995 y 1997             |
| Davide Rebellin     | 2         | 1998 y 2011             |
| Stefano Garzelli    | 2         | 2005 y 2006             |

### Victorias consecutivas
- Tres victorias seguidas:
  -  Gianni Motta (1965, 1966, 1967, 1970)
- Dos victorias seguidas:
  -  Giuseppe Saronni (1979, 1980)
  -  Massimo Ghirotto (1992, 1993)
  -  Stefano Garzelli (2005, 2006)